# Адгербал (III ст. до н. е.)
Адгербал (пун. 𐤀𐤃𐤓𐤁𐤏𐤋‬‬; д/н — 230 до н. е.) — адмірал та військовий діяч Карфагену часів Першої Пунічної війни.

## Життєпис
За Діодором Сицилійським командував обороною Лілібея проти багаторазово переважаючих сил римлян. Полібій називає Адгербала «першим другом» Ганнібала, сина Гамількара, призначеного командувати ескадрою з 50 кораблів та 10 тис. вояків, яку відправили на допомогу Лілібею.
Адгербал згодом очолив залогу Дрепануму. Сюди після Лілібею заходила ескадра Ганнібала. 249 року до н. е. консул Публій Клавдій Пульхр вирішив несподіванкою захопити Дрепанум. Адгербал вирішив атакувати ворога, незважаючи на те, що його сили поступалися римським. У наступному бою римський флот був повністю розгромлений і зазнав важких утрат.
Ця перемога сприяла підвищенню авторитета Адгербала. Він відіслав до столиці полонених і захоплені римські суду. 30 своїх кораблів передав під командування Карталону, щоб той зробив раптовий напад на ворожий флот, який стояв біля Лілібея, що Карталон з успіхом виконав. Подальша доля Адгербала невідома, втім ймовірно, він помер близько 230 року до н. е.